# Зінчук Віталій Олександрович
Віталій Олександрович Зінчук (19 листопада 1996, м. Дніпропетровськ — 29 липня 2022, селище Оленівка, Донецької області) — український військовослужбовець, старший солдат Окремого загону спеціального призначення «Азов» Національної гвардії України, учасник російсько-української війни, який відзначився під час відбиття російського вторгнення в Україну і загинув у полоні внаслідок терористичного акту, вчиненого в ніч проти 29 липня 2022 року російськими окупаційними військами на території колишньої Волноваської виправної колонії № 120. Кавалер ордена «За мужність» ІІІ ступеня (2023 р., посмертно).

## Життєпис
Віталій Зінчук народився 19 листопада 1996 року у місті Дніпропетровську (нині — Дніпро). 2012 року закінчив 9 класів середньої школи № 34, вступив до Дніпропетровського професійно-технічного училища № 6, де здобув фах плиточника, муляра-штукатура. Змалку цікавився історією України та зброєю, марив військовою справою, займався спортом, любив їздити на велосипеді.
2017 року підписав контракт про проходження військової служби у лавах ЗСУ і до 2021-го служив у 25-й окремій повітрянодесантній Січеславській бригаді, брав участь в АТО/ООС, обороняв від російських окупантів Донеччину та Луганщину.
Після закінчення строку контракту звільнився у запас, проте невдовзі пройшов випробування і підписав новий контракт, цього разу — із ОЗСП «Азов»  НГУ, де обійняв посаду стрільця-навідника.
З перших днів повномасштабного російського вторгнення Віталій разом із побратимами тримав оборону Маріуполя, 26-го лютого він зателефонував матері востаннє, 30 березня сестра одного з побратимів передала, що Віталій живий, проте дістав контузію і перебуває у шпиталі на території металургійного комбінату «Азовсталь». 17 квітня 2022 року він був нагороджений медаллю «За військову службу Україні».
20 травня 2022 року за наказом вищого військового керівництва заради збереження життя людей Віталій вийшов з побратимами з «Азовсталі» та потрапив у так званий «полон за домовленістю». Утримувався на території колишньої Волноваської виправної колонії № 120 в окупованому селищі Молодіжному, що неподалік колишнього адміністративного центру селищної ради Оленівки колишнього Волноваського (нині — Кальміуського) району Донецької області, де окупанти утворили фільтраційну в'язницю.
У ніч на 29 липня 2022 року прийняв мученицьку смерть у полоні внаслідок масового вбивства військовополонених, влаштованого окупантами у колонії в Оленівці.
Після репатріації тіл загиблих та ідентифікації за тестами ДНК 24 червня 2023 року старшого солдата Зінчука було поховано з військовими почестями на Алеї Героїв Краснопільського цвинтаря міста Дніпра.

## Родина
У Віталія залишилися мама та сестра.

## Нагороди
- Медаль «За військову службу Україні» (17 квітня 2022 р.)  — за особисту мужність і самовіддані дії, виявлені у захисті державного суверенітету та територіальної цілісності України, вірність військовій присязі[3];
- Орден «За мужність» ІІІ ступеня (3 листопада 2023 р., посмертно)  — за особисту мужність і самовідданість, виявлені у захисті державного суверенітету та територіальної цілісності України, сумлінне та бездоганне служіння Українському народові[4].